# Liébana (vino)
Liébana es una indicación geográfica protegida, utilizada para designar los vinos de la tierra procedentes de la zona vitícola que abarca los términos municipales de Potes, Pesaguero, Cabezón de Liébana, Camaleño, Cillorigo de Liébana y Vega de Liébana, situados en la comunidad autónoma de Cantabria, España.
Recibe su nombre de la comarca de Liébana a la que pertenecen los municipios que integran esta indicación geográfica que fue reglamentada en 2004.

## Variedades de uva
- Tintas:  Mencía, Tempranillo, Garnacha, Graciano, Syrah, y Cabernet Sauvignon.
- Blancas: Palomino, Godello, Gewürtztraminer y Chardonnay.